# 江表傳
江表傳是西晉人虞溥所編寫的一部記載三國時孫吳史事的史書，《舊唐書·經籍志》記載此書共有五卷。虞溥之子虞勃將此書上交給晉元帝。裴松之在《三國志註》中引用不少江表傳的內容。此書已失傳。清朝王仁俊的《玉函山房輯佚書補編》中有此書輯本一卷。